# Bocks-Johanniskraut
Das Bocks-Johanniskraut (Hypericum hircinum) ist eine Pflanzenart aus der Gattung der Johanniskräuter (Hypericum).

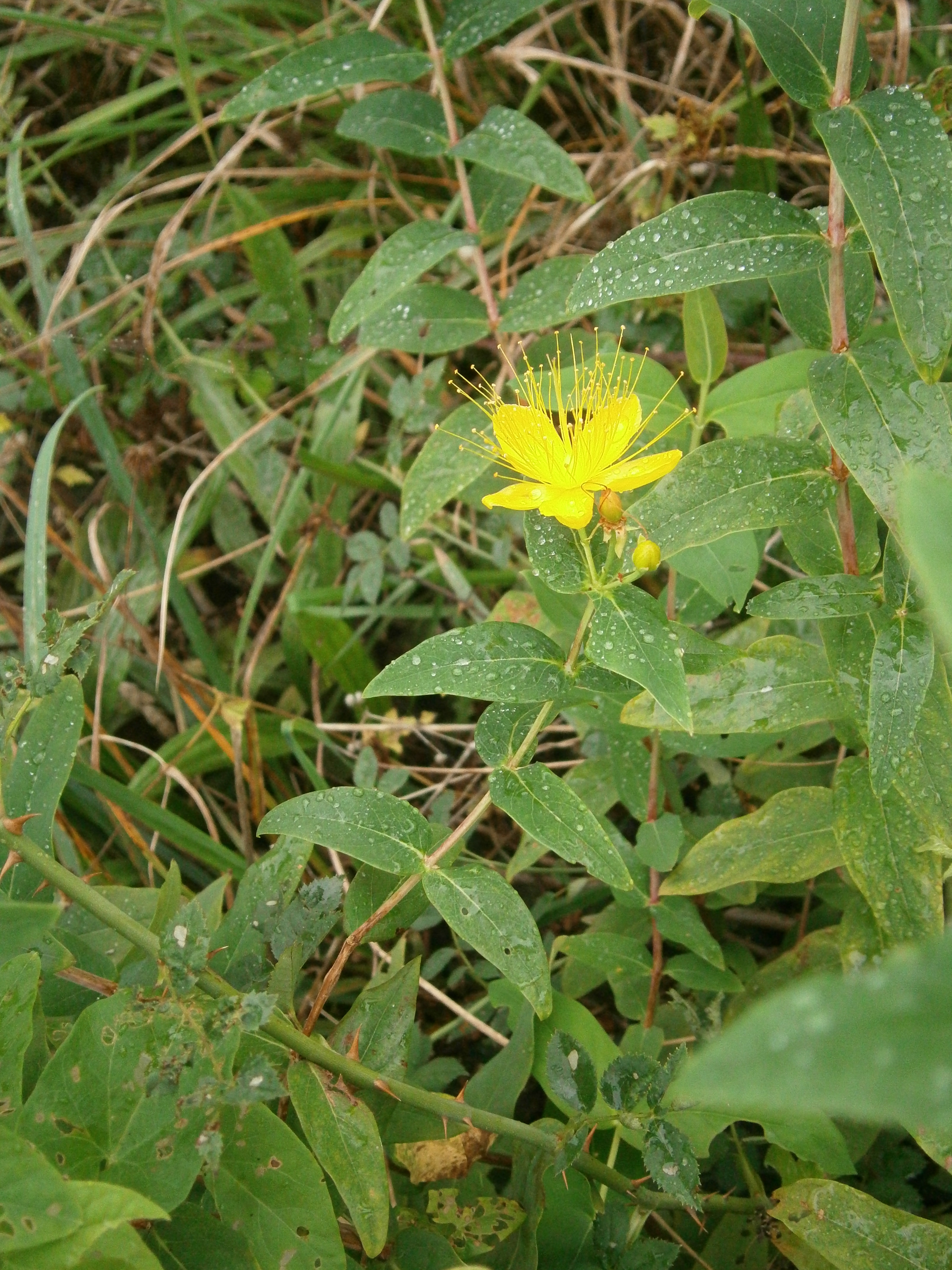
Bocks-Johanniskraut

## Merkmale
Bocks-Johanniskraut ist ein Zwergstrauch oder Nanophanerophyt, der Wuchshöhen von 20 bis 100 (200) Zentimeter erreicht. Die Zweige sind braunrot und zweikantig. Die Blätter messen 40 bis 70 × 12 bis 30 Millimeter und weisen einen Bocksgeruch auf. Die Staubblätter sind in 5 Büscheln angeordnet. Die Kelch-, Kron- und Staubblätter sind hinfällig. Die Kelchblätter sind lanzettlich und 6 Millimeter groß. Die Griffel sind 3- bis 5-mal so lang wie der Fruchtknoten. Die Kapsel ist lederig und rot oder grün.
Die Blütezeit reicht von Juni bis August.
Die Chromosomenzahl beträgt 2n = 40.

## Vorkommen
Bocks-Johanniskraut kommt im Mittelmeerraum vor. Die Art wächst an Fluss- und Bachufern, Quellen und Auwäldern in Höhenlagen von 0 bis 1000 Meter.

## Taxonomie und Systematik
Das Bocks-Johanniskraut wurde 1753 von Carl von Linné in Species Plantarum, Tomus II, S. 784 erstbeschrieben. Die Artbezeichnung 'hircinus' bedeutet 'mit Bocksgeruch'.
Man kann fünf Unterarten unterscheiden:     
- Hypericum hircinum subsp. albimontanum (Greuter) N.Robson: Sie kommt vom südlichen Griechenland bis Zypern vor.[2] Die Blätter sind breit eiförmig bis eilanzettlich oder dreieckig lanzettlich und zugespitzt bis abgerundet. Der Blattrand ist meist mehr oder weniger kraus gewellt. Die Krone ist 18 bis 20 Millimeter groß. Die Kapsel ist 5 bis 8 Millimeter groß.
- Hypericum hircinum subsp. cambessedesii (Coss. ex Barceló) Sauvage: Sie kommt auf Mallorca vor.[2]
- Hypericum hircinum subsp. hircinum: Sie kommt auf Korsika und Sardinien vor.[2]
- Hypericum hircinum subsp. majus (Aiton) N.Robson: Sie kommt von Südeuropa bis zur Arabischen Halbinsel vor.[2] Die Blätter sind schmal eiförmig bis schmal lanzettlich oder dreieckig-lanzettlich und sind meist spitz bis stumpf. Der Blattrand ist glatt. Die Krone ist (13) 15 bis 21 Millimeter groß. Die Kapsel ist (8) 9 bis 14 Millimeter groß.
- Hypericum hircinum subsp. metroi (Maire & Sauvage) Sauvage: Sie kommt in Marokko vor.[2]

## Belege
- Ralf Jahn, Peter Schönfelder: Exkursionsflora für Kreta. Mit Beiträgen von Alfred Mayer und Martin Scheuerer. Eugen Ulmer, Stuttgart (Hohenheim) 1995, ISBN 3-8001-3478-0, S. 193–194.